# Associação Jovens Amigos do Tarrafal
Associação Jovens Amigos do Tarrafal is een Kaapverdische voetbalclub. De club speelt in de São Nicolau Eiland Divisie, op Tarrafal in São Nicolau, waarvan de kampioen deelneemt aan het Kaapverdisch voetbalkampioenschap, de eindronde om de landstitel.

## Erelijst
- Beker van São Nicolau

2006/07